# Jordy Croux
Jordy Croux, né le 15 janvier 1994 à Hasselt en Belgique, est un footballeur belge qui joue au poste d'attaquant au Júbilo Iwata.

## Biographie

### En club

#### Jeunesse et formation
Né à Hasselt, Jordy Croux a commencé à jouer au football dans un club de la région, le Runkst VV où il a été recruté à l'âge de sept ans par le KRC Genk et où il a progressé dans les séries de jeunes.

#### KRC Genk
Le 21 mars 2012, il fait ses débuts dans l'équipe première du KRC Genk lors du match gagné contre La Gantoise. Il entre en jeu juste après la mi-temps, alors que le score est de 0-1. Le match est remporté 3-1, grâce notamment à une bonne performance de Croux. Il est titularisé pour la première fois contre le KV Courtrai.
En avril 2012, il signe un contrat revu et amélioré jusqu'en 2015. Il marque son premier but le 26 septembre 2012 lors du match de coupe contre l'Union Saint-Gilloise, lors duquel il donne également deux passes décisives. Il inscrit un tir au but très important lors de la séance de tirs au but lors de la rencontre face au RSC Anderlecht, permettant ainsi à Genk d'atteindre la finale, remportée, de la Coupe de Belgique.
Le 31 janvier 2014, le dernier jour de la fenêtre de transfert hivernale, Genk annonce qu'il sera prêté à l'Oud-Heverlee Louvain pour une demi-saison. Il y dispute 6 matches. 
Lors de la saison 2014-2015, il est prêté au MVV Maastricht en même temps que Stef Peeters, Willem Ofori (nl) et Alessio Alessandro (nl) pour une saison. Ces prêts sont le fruit d'un partenariat entre les deux clubs. Fin mars 2015, Genk a annoncé qu'il n'exercerait pas l'option de prolongation de son contrat, faisant de Croux un agent libre à la fin de la saison.

#### Carrière aux Pays-Bas
En juin 2015, il signe un contrat définitif avec le MVV Maastricht jusqu'à la mi-2017. Il y devient une valeur sûre.
À l'été 2016, il est transféré pour trois saisons par le club de première division néerlandaise Willem II. Croux a eu du mal à s'imposer dans le club de Tilburg. Au cours de la deuxième moitié de la saison 2018-2019, il est prêté à son ancien club, le MVV, pour une demi-saison.
De retour de ce prêt, il s'engage avec le Roda JC, le grand rival du MVV, ce qui ne sera pas sans conséquences pour l'ailier belge. En effet, le 1er septembre 2019, le match entre le MVV et Roda JC doit être interrompu en raison de jets de bière et d'autres objets par des supporters du MVV en direction de Croux.

#### Exil au Japon
Le 8 janvier 2021, Croux part pour le Japon où il s'engage avec le club de J1 League, Avispa Fukuoka, pour la saison 2021.
Après deux saisons avec le club, il signe en décembre 2022 avec le Cerezo Osaka, finaliste de la Coupe de la Ligue la saison précédente, un contrat portant sur trois saisons,.
Croux se fait particulièrement remarquer lors de la trêve estivale de 2023 lorsqu'il inscrit un but de prestige face au Paris Saint-Germain lors d'une rencontra amicale que son club remporte (3-2).
Lors du mercato estival 2024, Jordy Croux rejoint le néo-promu Júbilo Iwata qui lutte contre la relégation.

### En sélections nationales
Jordy Croux a fait ses débuts internationaux avec les moins de 16 ans belges lors de leur défaite 4-0 contre l'équipe allemande des moins de 16 ans, le 14 octobre 2009.
Le 26 août 2010, Croux fait partie de l'équipe de Belgique des moins de 17 ans qui a joué et gagné 1-0 contre les Suisses. Il fait également partie du noyau lors de la défaite 3-1 contre l'Espagne -17 ans, le 26 mars 2011. Il rejoue deux jours plus tard lors d'une défaite 2-1 contre l'équipe d'Angleterre.
Il dispute la rencontre des moins de 18 ans lors d'une défaite 1-0 contre l'Allemagne, le 13 novembre 2011.
Croux est appelé dans l'équipe de Belgique des moins de 19 ans qui partage face à la Serbie (0-0), le 26 février 2012.

## Statistiques

### En club
| Saison                | Club                  | Championnat           | Championnat | Championnat | Championnat | Coupe nationale | Coupe nationale | Coupe nationale | Coupe de la Ligue | Coupe de la Ligue | Coupe de la Ligue | Supercoupe | Supercoupe | Supercoupe | Compétition(s) continentale(s) | Compétition(s) continentale(s) | Compétition(s) continentale(s) | Compétition(s) continentale(s) | Autres compétitions | Autres compétitions | Autres compétitions | Autres compétitions | Total | Total | Total |
| Saison                | Club                  | Division              | M.          | B.          | P.d.        | M.              | B.              | P.d.            | M.                | B.                | P.d.              | M.         | B.         | P.d.       | Comp.                          | M.                             | B.                             | P.d.                           | Comp.               | M.                  | B.                  | P.d.                | M.    | B.    | P.d.  |
| 2011-2012             | KRC Genk              | Division 1            | 1           | 0           | 0           | -               | -               | -               | -                 | -                 | -                 | -          | -          | -          | -                              | -                              | -                              | -                              | PO1                 | 9                   | 0                   | 0                   | 10    | 0     | 0     |
| 2012-2013             | KRC Genk              | Division 1            | 5           | 0           | 0           | 2               | 1               | 2               | -                 | -                 | -                 | -          | -          | -          | C3                             | 1                              | 0                              | 0                              | PO1                 | 1                   | 0                   | 0                   | 9     | 1     | 2     |
| 2013-2014             | KRC Genk              | Division 1            | 2           | 0           | 0           | 0               | 0               | 0               | -                 | -                 | -                 | 1          | 0          | 0          | C3                             | 0                              | 0                              | 0                              | PO1                 | -                   | -                   | -                   | 3     | 0     | 0     |
| Sous-total            | Sous-total            | Sous-total            | 8           | 0           | 0           | 2               | 1               | 2               | -                 | -                 | -                 | 1          | 0          | 0          | -                              | 1                              | 0                              | 0                              | -                   | 10                  | 0                   | 0                   | 22    | 1     | 2     |
| 2013-2014             | OH Louvain (prêt)     | Division 1            | 1           | 0           | 0           | 0               | 0               | 0               | -                 | -                 | -                 | -          | -          | -          | -                              | -                              | -                              | -                              | PO3+TF              | 2+4                 | 0+0                 | 0+1                 | 7     | 0     | 1     |
| 2014-2015             | MVV Maastricht (prêt) | Eerste Divisie        | 38          | 5           | 9           | 2               | 1               | 1               | -                 | -                 | -                 | -          | -          | -          | -                              | -                              | -                              | -                              | -                   | -                   | -                   | -                   | 40    | 6     | 10    |
| 2015-2016             | MVV Maastricht        | Eerste Divisie        | 35          | 8           | 9           | 1               | 0               | 0               | -                 | -                 | -                 | -          | -          | -          | -                              | -                              | -                              | -                              | PO                  | 4                   | 2                   | 0                   | 40    | 10    | 9     |
| 2016-2017             | MVV Maastricht        | Eerste Divisie        | 5           | 2           | 4           | -               | -               | -               | -                 | -                 | -                 | -          | -          | -          | -                              | -                              | -                              | -                              | PO                  | -                   | -                   | -                   | 5     | 2     | 4     |
| 2018-2019             | MVV Maastricht (prêt) | Eerste Divisie        | 14          | 3           | 3           | -               | -               | -               | -                 | -                 | -                 | -          | -          | -          | -                              | -                              | -                              | -                              | -                   | -                   | -                   | -                   | 14    | 3     | 3     |
| Sous-total            | Sous-total            | Sous-total            | 92          | 18          | 25          | 3               | 1               | 1               | -                 | -                 | -                 | -          | -          | -          | -                              | -                              | -                              | -                              | -                   | 4                   | 2                   | 0                   | 99    | 21    | 26    |
| 2016-2017             | Willem II Tilburg     | Eredivisie            | 29          | 1           | 8           | 1               | 0               | 0               | -                 | -                 | -                 | -          | -          | -          | -                              | -                              | -                              | -                              | -                   | -                   | -                   | -                   | 30    | 1     | 8     |
| 2017-2018             | Willem II Tilburg     | Eredivisie            | 22          | 1           | 1           | 2               | 0               | 0               | -                 | -                 | -                 | -          | -          | -          | -                              | -                              | -                              | -                              | -                   | -                   | -                   | -                   | 24    | 1     | 1     |
| 2018-2019             | Willem II Tilburg     | Eredivisie            | 8           | 0           | 0           | 3               | 0               | 0               | -                 | -                 | -                 | -          | -          | -          | -                              | -                              | -                              | -                              | -                   | -                   | -                   | -                   | 11    | 0     | 0     |
| Sous-total            | Sous-total            | Sous-total            | 59          | 2           | 9           | 6               | 0               | 0               | -                 | -                 | -                 | -          | -          | -          | -                              | -                              | -                              | -                              | -                   | -                   | -                   | -                   | 65    | 2     | 9     |
| 2019-2020             | Roda JC               | Eerste Divisie        | 29          | 3           | 6           | 2               | 0               | 0               | -                 | -                 | -                 | -          | -          | -          | -                              | -                              | -                              | -                              | -                   | -                   | -                   | -                   | 31    | 3     | 6     |
| 2020-2021             | Roda JC               | Eerste Divisie        | 16          | 3           | 1           | 1               | 0               | 0               | -                 | -                 | -                 | -          | -          | -          | -                              | -                              | -                              | -                              | PO                  | -                   | -                   | -                   | 17    | 3     | 1     |
| Sous-total            | Sous-total            | Sous-total            | 45          | 6           | 7           | 3               | 0               | 0               | -                 | -                 | -                 | -          | -          | -          | -                              | -                              | -                              | -                              | -                   | -                   | -                   | -                   | 48    | 6     | 7     |
| 2021                  | Avispa Fukuoka        | J1 League             | 25          | 4           | 2           | 2               | 2               | 2               | 1                 | 1                 | 0                 | -          | -          | -          | -                              | -                              | -                              | -                              | -                   | -                   | -                   | -                   | 28    | 7     | 4     |
| 2022                  | Avispa Fukuoka        | J1 League             | 31          | 4           | 4           | 4               | 0               | 0               | 10                | 1                 | 0                 | -          | -          | -          | -                              | -                              | -                              | -                              | -                   | -                   | -                   | -                   | 45    | 5     | 4     |
| Sous-total            | Sous-total            | Sous-total            | 56          | 8           | 6           | 6               | 2               | 2               | 11                | 2                 | 0                 | -          | -          | -          | -                              | -                              | -                              | -                              | -                   | -                   | -                   | -                   | 73    | 12    | 8     |
| 2023                  | Cerezo Osaka          | J1 League             | 27          | 2           | 2           | 2               | 0               | 0               | 3                 | 0                 | 0                 | -          | -          | -          | -                              | -                              | -                              | -                              | -                   | -                   | -                   | -                   | 32    | 2     | 2     |
| 2024                  | Cerezo Osaka          | J1 League             | 9           | 0           | 1           | 2               | 0               | 1               | 3                 | 1                 | 0                 | -          | -          | -          | -                              | -                              | -                              | -                              | -                   | -                   | -                   | -                   | 14    | 1     | 2     |
| Sous-total            | Sous-total            | Sous-total            | 36          | 2           | 3           | 4               | 0               | 1               | 6                 | 1                 | 0                 | -          | -          | -          | -                              | -                              | -                              | -                              | -                   | -                   | -                   | -                   | 46    | 3     | 4     |
| 2024                  | Júbilo Iwata          | J1 League             | 14          | 1           | 1           | -               | -               | -               | -                 | -                 | -                 | -          | -          | -          | -                              | -                              | -                              | -                              | -                   | -                   | -                   | -                   | 14    | 1     | 1     |
| 2025                  | Júbilo Iwata          | J2 League             | 26          | 3           | 9           | -               | -               | -               | 3                 | 0                 | 0                 | -          | -          | -          | -                              | -                              | -                              | -                              | -                   | -                   | -                   | -                   | 29    | 3     | 9     |
| Sous-total            | Sous-total            | Sous-total            | 40          | 4           | 10          | -               | -               | -               | 3                 | 0                 | 0                 | -          | -          | -          | -                              | -                              | -                              | -                              | -                   | -                   | -                   | -                   | 43    | 4     | 10    |
| Total sur la carrière | Total sur la carrière | Total sur la carrière | 337         | 40          | 60          | 24              | 4               | 6               | 20                | 3                 | 0                 | 1          | 0          | 0          | -                              | 1                              | 0                              | 0                              | -                   | 20                  | 2                   | 1                   | 403   | 49    | 67    |

## Palmarès

### En club
|  |  | KRC Genk - Coupe de Belgique (1) : - Vainqueur : 2013. - Supercoupe de Belgique : - Finaliste : 2013. |